# Lago Southern Indian
O lago Southern Indian é um lago de água doce localizado na província de Manitoba, no Canadá, e que se encontra nas Coordenadas geográficas 57° 10'0" N 98º 29'57" W. 
Este lago localiza-se a 258 metros de altitude e tem uma orla longa e complexa. A superfície lagunar é pontilhada por muitas ilhas e longas penínsulas que escondem baías recortadas e profundas. Estende-se por 145 km de comprimento e por 19 km de largura.